# دون خوان النمساوي
دون جوان النمساوي (بالإسبانية: Don Juan de Austria)‏ (954 - 986 ه‍ / 1547 - 1578 م) هو الابن غير الشرعي للإمبراطور شارل الخامس. أحرز نصراً بحرياً حاسماً على العثمانيين في معركة ليبانتو البحرية.